# Hans Fitting (Mathematiker)
Hans Fitting (* 13. November 1906 in Mönchengladbach; † 15. Juni 1938 in Königsberg (Preußen)) war ein deutscher Mathematiker, der sich mit Algebra befasste und vor seinem frühzeitigen Tod wichtige Konzepte der Theorie endlicher Gruppen entwickelte.

## Leben und Wirken
Hans Fitting war der Sohn eines Mathematik-Gymnasiallehrers und studierte Mathematik, Physik und Philosophie in Tübingen und Göttingen. Dort wurde er 1931 bei Emmy Noether promoviert (Die Theorie der Automorphismenringe abelscher Gruppen und ihr Analogon bei nichtkommutativen Gruppen, Mathematische Annalen, Bd. 37, 1932, S. 514). Mit einem Stipendium der Notgemeinschaft der deutschen Wissenschaft forschte er 1932 bis 1934 in Göttingen und Leipzig. Ab 1934 war er Assistent in Königsberg, wo er sich 1936 habilitierte und ab 1937 Vorlesungen als Privatdozent hielt. Er starb an Knochenkrebs.
Fitting bewies Struktursätze für endliche Gruppen, wo die Fitting-Untergruppe nach ihm benannt ist. Sie wird von allen normalen nilpotenten Untergruppen einer endlichen Gruppe G erzeugt (deren Produkt nach dem Satz von Fitting wieder normal und nilpotent ist). Diese maximale nilpotente normale Untergruppe bestimmt in gewisser Weise die Struktur auflösbarer endlicher Gruppen G. Eine entsprechende Rolle bei allgemeinen endlichen Gruppen spielt die verallgemeinerte Fitting-Untergruppe, die in den 1970er Jahren durch Helmut Bender eingeführt wurde. 
Nach Fitting ist auch die Fitting-Zerlegung von Lie-Algebren benannt. Das Fitting-Lemma ist ein grundlegender Satz der Algebra, der verschieden formuliert wird, aber meist in der Form eines Satzes für Endomorphismen von Moduln angegeben wird. Er besagt dann, dass ein Endomorphismus eines unzerlegbaren Moduls endlicher Länge über einem Ring entweder nilpotent oder ein Automorphismus ist.

## Schriften
- Beiträge zur Theorie der Gruppen von endlicher Ordnung, Jahresbericht DMV 1938
- Rein mathematische Behandlung des Problems der lateinischen Quadraten von 16 und von 64 Feldern, Jahresbericht DMV 1931